# تشنغ سايت تشيا
تشنغ سايت تشيا (بالإنجليزية: Cheng Sait Chia)‏ (1940 في سنغافورة - 1981)؛ كاتِبة وشاعرة سنغافورية.